# Vladimir Visocki
Vladimir Semjonovič Visocki, (rus. Влади́мир Семёнович Высо́цкий), (25. siječnja 1938. Moskva, Rusija, tada Sovjetski Savez - 25. srpnja 1980. Moskva), bio je ruski pjevač, pjesnik, kazališni i filmski glumac i pisac.
Visocki se smatra jednim od najvećih ruskih umjetnika svih vremena, koji je ostavio dubok i trajan trag u ruskoj kulturi.   
Iako ga je tijekom života službena vlast bivšeg Sovjetskog saveza uglavnom ignorirala, Visocki je dostigao veliku slavu i do danas ima značajan utjecaj na mnoge ruske glazbenike i glumce koji pokušavaju postići njegov status ikone.

## Biografija

### Rane godine
Vladimir Visocki je rođen u Moskvi. Otac mu je bio židov, vojni časnik, a majka prevoditeljica s njemačkog jezika. Njegovi roditelji rastali su se ubrzo nakon njegova rođenja, a Vladimira su odgajali otac i njegova pomajka armenskog podrijetla koju je nazivao "teta" Jevgenia. Vladimir je dvije godine svoga djetinjstva proveo s ocem i pomajkom u vojnoj bazi u Eberswalde, u tada sovjetskom dijelu okupirane Njemačke koja će kasnije postati Istočna Njemačka.

### Profesionalni život
Godine 1955. Vladimir se upisao na moskovski Institut civilnog inženjerstva, ali se ispisao već nakon jednog semestra, odlučivši se za glumačku karijeru. Godine 1959. počeo je glumiti u manje uloge u kazalištu Aleksandar Puškin.
Godine 1964. na poziv svog bliskog prijatelja i mentora, režisera Jurij Ljubimovova prešao je u kazalište Taganka. 
U tom kazalištu Visocki je prvi puta došao na naslovnice svojim nastupima u glavnim ulogama u Shakespeareovom Hamletu i Brechtovom Životu Galilejevom.
Kazalište Taganka je u to vrijeme često bilo predmetom državnog progona zbog političke nelojalnosti i etničkog porijekla, što je Visockog nadahnulo da se u intervjuima naziva “prljavi Žid” (жид пархатый).
U to vrijeme pojavljuje se i u nekoliko filmova, u kojima su se našle i neke njegove pjesme. Glavnina njegovih pjesama iz tog razdoblja nije dobila službeno priznanje od državne diskografske kuće koja je tada imala monopol na izdavanje ploča. Njegova je popularnost ipak nastavila rasti, a dolaskom prenosivih kazetofona u Sovjetski Savez, njegova glazba je, presnimavanjem kazeta, postala dostupna širokim masama.
Postao je prepoznatljiv po svojem jedinstvenom načinu pjevanja i stihovima koji su humorističnim uličnim žargonom komentirali socijalna i politička zbivanja. Njegove stihove slušali su milijuni sovjetskih građana u svim dijelovima države.

### Brakovi
Visockijeva prva žena je bila Iza Žikova. Svoju drugu ženu, Ljudmilu Abramovu, upoznao je 1961. Vjenčali su se 1965. g. i imali dva sina, Arkadija i Nikitu. Dok je bio u braku imao je ljubavnicu Tatjanu Ivanenko, a godine 1967. zaljubio se je u Marinu Vlady, francusku glumicu ruskog podrijetla, koja je radila u Mosfilmu na zajedničkoj sovjetsko-francuskoj produkciji. Marina je tada bila udana i već imala 3 djece. Vjenčali su se 1969. g. U početku su održavali vezu na daljinu, jer Marina nije mogla dolaziti u Sovjetski Savez, a Vladimir je teško izlazio iz Sovjetskog Saveza. Kako bi se lakše viđali Marina se je učlanila u Komunističku partiju Francuske, što je malo ublažilo stav sovjetske vlade prema Visockom. Problemi njihove veze na daljinu odražavaju se u nekoliko njegovih pjesama.

### Kasne godine
Sredinom 1970-ih, Visocki je bolovao od alkoholizma. Mnoge njegove pjesme iz tog vremena izravno ili metaforički odnose se na alkoholizam, ludost, opsjednutost. Tada je bilo i vrijeme najveće popularnosti njegove glazbe pa ga državna diskografska kuća više nije mogla ignorirati te je odlučila izdati nekoliko njegovih ploča u kasnim 1970-ima. Tada su već milijuni te pjesme imali na kazetama i znali ih napamet.
Istovremeno je dobio i službena priznanja kao kazališni i filmski glumac. Iako uspješan kao glumac, za život je zarađivao na koncertnim turnejama. Većinu zarađenog novca je trošio na ovisnost o drogama, najprije o amfetaminima pa i opijatima. Sve je to dovelo do propadanja njegovog zdravlja i smrti zbog zastoja srca u dobi od 42 godine.

### Smrt
Njegovo tijelo izloženo je u kazalištu Taganka, gdje je održana pogrebna ceremonija. Pokopan je na groblju Vagankovskoj u Moskvi, pretpostavlja se da je pogrebu prisustvovalo milijun ljudi. Tisuće ljudi napustilo je stadion u Moskvi na kojem su se tada održavale Olimpijske igre, kako bi prisustvovali pogrebu. Postumno ga je odlikovala sovjetska vlada.

## Nasljeđe
Na dan rođenja Vladimira Visockog u mnogim gradovima diljem Rusije održavaju se glazbeni festivali. 
Asteroid 2374 Vladvysotskij, kojeg je otkrila Ljudmila Žuravljeva, nazvan je prema Vladimiru Visockom.

## Diskografija

### Za života
- Алиса в стране чудес / Alisa u zemlji čudesa (1977) [2 ploče]
 Glazbena adaptacija Alisa u zemlji čudesa,
 s Klara Rumjanova, Vladimir Visocki, Vsevolod Abdulov.
 Stihovi i glazba: Vladimir Visocki

### Postumna izdanja

#### Francuska
- Le Monument (1995.) [CD]
- Le Vol Arrêté (2000.) [CD]

#### Njemačka
- Wir drehen die Erde (1993.) [CD]
- Lieder vom Krieg (1995.) [CD]

#### Rusija
- Песни / Pjesme (1980.) [LP] Melodiya
  - Kompilacija pjesma izdana neduga nakon njegove smrti. [Melodiya Stereo C60-14761.2]
- Sons Are Leaving For Battle (1987.) [double LP] Melodiya
  - War songs. Archive recordings from between 1960-1980. [Melodiya MONO M60 47429 008/006]
- На концертах Владимира Высоцкого / Na koncertima t Vladimir Vysotsky's concerts
  - 01, 02, 03, ... 21 (1986–1990) [12" vinyl]
- Marina Vlady / Vladimir Vysotsky (1996.) [CD] [Melodiya]
- MP3 Kollektsiya: Vladimir Vysotsky [SoLyd Records]
 Koncertne i studio snimke
  - Disk 1
  - Disk 2
  - Disk 3
  - Disk 4 (period 1979. – 1980.) (2002.) [CD: MP3 192kBit/s]
- Platinovaya Kollektsiya: Vladimir Vysotsky (2003.) [2 CDa]

## Vanjske poveznice
- Vladimir Visocki na IMDB. (engl.)
- Vladimir Visocki preveden na različite jezike